# Strike Master
Strike Master (aussi stylisé Strikemaster) est un groupe mexicain  de thrash metal, originaire de Mexico.

## Histoire
Le groupe est formé en 2005 par le guitariste et chanteur Colonel Francisco Kmu, le bassiste Sergent Diego et le batteur Commander Chávez. Ensemble, ils enregistrent leur première démo et le publient la même année sous le nom de Murder in the Kitchen. Début 2006, ils donnent leurs premiers concerts locaux au Mexique. De plus, le groupe enregistre une deuxième démo qui est vendue lors de concerts sous le nom de Rushed Death. L'été suivant, le groupe donne son premier concert international à Porto Rico. C'est à cette époque que le groupe enregistre son premier album Up for the Massacre, et le sort la même année sur Blower Records.
D'autres concerts nationaux et internationaux suivent en 2007. La même année, le sergent Diego quitte le groupe et est remplacé par Ricardo Espinosa. En 2008, l'EP Inflexible Steel est publié. Afin de promouvoir le nouvel EP, sa sortie suit d'une tournée en Europe. Cela comprend une apparition au Keep It True, Strike Master étant le premier groupe mexicain à participer à ce festival. En 2009, le groupe commence à travailler sur un autre album. De plus, le groupe effectue une tournée en Amérique du Sud, avec des représentations au Brésil, en Bolivie, au Pérou, en Équateur et en Colombie. Le nouvel album Vicious Nightmare sort en septembre 2009 chez Marquee Records.. Sur cet album, comme sur l'EP précédent, Kenny Powel (Omen, Vicious Rumors) est invité. Le 24 octobre 2009, le groupe joue en première partie d'Overkill, ce qui devait être le dernier concert du batteur Commander Chavez. Lieutenant Watson rejoint le groupe en tant que nouveau batteur en 2010. En 2011, l'album suivant Majestic Strike sort chez Blower Records.
En 2019, le groupe sort le single A Corpseless Soul. En 2023, ils publient l'album indépendant Tangram Apocalypse,,.

## Style musical
Le groupe joue du thrash metal classique, qui rappelle le style musical de Sacrifice. 

## Discographie
- 2005 : Murder in the Kitchen (démo)
- 2006 : Rushed Death (démo)
- 2006 : Outbreak of Evil Vol. IV (split avec Possessor, Blüdwülf et Metal Skool, Nuclear War Now! Productions)
- 2006 : Up for the Massacre (album, Blower Records)
- 2008 : Inflexible Steel (EP, Blower Records)
- 2009 : Vicious Nightmare (album, Marquee Records)
- 2010 : Thirsty of Metal (split avec Dominus Praeli, The Force et Ursus, Violent Music)
- 2011 : Re Thrashing The Old Skull (compilation, Blower Records)
- 2011 : Drunken Metal League Vol. 1 (compilation, DML Records)
- 2011 : Majestic Strike (album, Blower Records)
- 2019 : Death Based Illusions (EP, Concreto Records)
- 2023 : Tangram Apocalypse (indépendant)